# Bernhard Bonitz
Heinrich Bernhard Bonitz (* 11. Juni 1907 in Chemnitz; † 20. März 1971 in Hövelhof) war ein deutscher Funktionshäftling im KZ Sachsenhausen und gehörte zu den 30 ersten Häftlingen im KZ Auschwitz. Er wurde wegen Mordes im dritten Frankfurter Auschwitz-Prozess zu einer lebenslangen Freiheitsstrafe verurteilt.

## Leben
Bonitz war wegen Diebstahls wiederholt inhaftiert worden. Im Rahmen polizeilicher Vorbeugehaft wurde er im März 1937 ins KZ Sachsenhausen überstellt, wo er den grünen Winkel trug und als Blockältester fungierte. Zusammen mit 29 weiteren Häftlingen, sogenannten Berufsverbrechern, wurde er am 20. Mai 1940 in Begleitung des Rapportführers Gerhard Palitzsch aus dem KZ Sachsenhausen ins KZ Auschwitz überstellt. Dort wurden die Häftlinge als Funktionshäftlinge eingesetzt. Bonitz erhielt die Häftlingsnummer 6. Anfangs musste er als Vorarbeiter jüdische Bewohner Oświęcims bei Aufräumarbeiten im neu eingerichteten Stammlager des KZ Auschwitz überwachen. Mitte Juni 1940 wurde er Blockältester der ersten ins Lager eingelieferten polnischen Häftlinge. Im August 1941 wurde er Oberkapo im Lager Buna. Ab Februar 1944 war er Lagerältester im Außenlager Günthergrube und ab Juni 1944 in gleicher Funktion im Außenlager Fürstengrube. Er galt als sehr „strenger und harter“ Funktionshäftling. Im Juni 1944 wurde er zur SS-Sondereinheit Dirlewanger eingezogen.
Nach Kriegsende wurde bereits 1949 in Berlin gegen Bonitz wegen Verbrechen im KZ Sachsenhausen, im KZ Auschwitz und im Außenlager Fürstengrube ermittelt. Er gab Misshandlungen zu und führte als Begründung dafür an, dass er so „härtere Willkürmaßnahmen nach einer Meldung bei der SS“ vermieden habe. Nachdem der anzeigeerstattende Mithäftling Suizid begangen hatte, wurde das Verfahren eingestellt.
Vor dem Schwurgericht am Landgericht Frankfurt am Main wurde vom 30. August 1967 bis zum 14. Juni 1968 im dritten Frankfurter Auschwitz-Prozess gegen die ehemaligen Funktionshäftlinge Bonitz und Windeck wegen Gewaltverbrechen ein Verfahren durchgeführt. Der Verfahrensgegenstand enthielt die Tötung von Mithäftlingen durch Ertränken, Erwürgen, Totschlagen und -treten. Windeck wurde des Mordes an 117 Menschen und Bonitz des Mordes an 72 Menschen beschuldigt. Die 130 Zeugen berichteten darüber hinaus noch von weiteren Mordtaten der beiden Angeklagten. Aufgrund des zeitlichen Abstandes zu den Taten war es den Zeugen jedoch meist unmöglich, sich an Einzelheiten zu erinnern, so dass der Nachweis einer individuellen Schuld oft nicht möglich war. Das Gericht sah bei beiden jedoch grausame Quälereien von Mithäftlingen als erwiesen an. Letztlich wurden Windeck zwei und Bonitz ein Mord nachgewiesen. Bonitz hatte mit einem Spezialschlag, „einem beidhändig geführten Knüppelschlag ins Genick“, einen Mithäftling erschlagen. Während Windeck zu lebenslanger Haft und zusätzlich 15 Jahren verurteilt wurde, erhielt Bonitz eine lebenslange Haftstrafe. Zusätzlich verloren beide die bürgerlichen Ehrenrechte.